# 西南布列塔尼語
西南布列塔尼語是約於西元六世紀自最早的布立吞亞支語言分支出來的兩種方言之一。另一種方言是西布列塔尼語，之後演變為威爾斯語和坎伯蘭語。
西南布列塔尼語是康瓦爾語和布列塔尼語的共祖，據一些學者（如 Schrijver）的論述，康瓦爾語和布列塔尼語直到西元12世紀才開始分家。
一些西南布列塔尼語與威爾斯語在語音變化上的差別如下：
- 重音音節前的 */(g)wo-/ 會升音成 /(g)wu-/（威爾斯語沒有升音現象）
- */ɔː/ 的發音部位會提前成 /œː/（在威爾斯語裡是將它雙母音化為 /aw/）
- 在古老的最後音節裡，*/iː/ 或 */j/ 的發音部位會提前成 */a/ 或 */e/（在威爾斯語裡是將它雙母音化為 /ei/）

其他顯著的差別包括一些威爾斯語有，但西南布列塔尼語沒有的音，例如無聲齒齦擦音 /ɬ/。
近來人們對於此語言的興趣逐漸提高，特別是在德文郡地區。這方面的討論包括由 Joseph Biddulph 私人出版的一本小冊子《西南布列塔尼語手冊：被遺忘的凱爾特語言，存在於西元七世紀的西南英格蘭（古德文郡語）》。Biddulph 的冊子招來一些批評，認為他的研究不夠學術，只是迅速地創造出一種人工語言，而非嚴謹地根據比較法重建西南布列塔尼語。

## 外部連結
- 凱爾特語族譜系